# Maison de Nappari
La maison de Nappari (finnois : Napparin talo) est un bâtiment du quartier de Kyttälä à Tampere en Finlande.

## Présentation
La maison de Nappari  est un immeuble de trois étages construit par la compagnie de chapeaux et de fourrures Naparstok Oy en 1919–1920. 
Le bâtiment est conçu par l'architecte Bertel Strömmer.
Jusqu'en 1960, la maison de Nappari abritait l'hôtel-restaurant Seurahuone .